# Indometacina
A indometacina é um medicamento do tipo anti-inflamatório não esteroide (AINE), derivado do indol metilado e relacionado com o diclofenaco. Inibe a produção de prostaglandina, sendo por isso indicado para o alívio da dor, febre e inflamação em pacientes com osteoartrite, artrite reumatoide, dor muscular, espondiloartropatias, osteíte deformante, dismenorreia, bursite, tendinite, dor de cabeça e nevralgia. Por seus efeitos antipiréticos, é também indicada para o alívio da febre em pacientes com tumores malignos.
Introduzida em 1963, é um potente inibidor não-seletivo da enzima ciclo-oxigenase (COX), um elemento fundamental da cascata do ácido araquidónico: a via metabólica que permite a síntese de prostaglandinas e tromboxanos. Também pode inibir a fosfolipase A2 e a fosfolipase C. Reduz a migração de neutrófilos e diminui a proliferação das células T e B. A probenecida prolonga a meia-vida da indometacina ao inibir a depuração tanto renal quanto biliar. Difere ligeiramente dos outros AINE nas suas indicações e efeitos tóxicos.

## Toxicidade
O uso da indometacina em pacientes artríticos é seguido de uma incidência bastante elevada de efeitos colaterais no SNC. São frequentes sintomas gastrointestinais, que incluem náuseas, vômitos, anorexia, indigestão, desconforto epigástrico, diarreia e ulcerogênese, entre outros.
Usada em hemicrania contínua e paroxística, cefaleias totalmente responsivas a indometacina e somente a ela, nenhum outro anti-inflamatório age no tratamento.